# Мајк Филипс
Мајк Филипс (енгл. Mike Phillips; 29. август 1982) је професионални велшански рагбиста који тренутно игра за француски рагби јунион тим Расинг 92. Филипс је најбољи деми у историји велшанског рагбија.

## Биографија
Висок 191 цм, тежак 101 кг, Филипс игра на позицији број 9 - деми (енгл. Scrum half). У каријери је играо за екипе Ланели Скарлетс, Кардиф Блуз, Оспрејс и Бајон, пре него што је 2013. прешао у Расинг 92. Одиграо је 4 утакмице за екипу Британски и ирски лавови и постигао 1 есеј. За репрезентацију Велса је одиграо 94 тест мечева и постигао 9 есеја.